# Rhinella sclerocephala
Espèce
Synonymes
- Bufo sclerocephalus Mijares-Urrutia & Arends-Rodríguez, 2001

Statut de conservation UICN

 EN B1ab(iii,v) : En danger
Rhinella sclerocephala est une espèce d'amphibiens de la famille des Bufonidae.

## Répartition
Cette espèce est endémique de l'État de Falcón au Venezuela. Elle se rencontre entre 1 150 et 1 500 m d'altitude dans la Sierra de San Luis.

## Description
Le mâle mesure en moyenne 61,2 mm et la femelle 72,9 mm.

## Publication originale
- Mijares-Urrutia & Arends-Rodríguez, 2001 : A New Toad of the Bufo margaritifer Complex (Amphibia: Bufonidae) from Northwestern Venezuela. Herpetologica, vol. 57, no 4, p. 523-531.